# 광운인공지능고등학교
광운인공지능고등학교(光云人工知能高等學校)는 대한민국 서울특별시 노원구 월계동에 있는 사립 고등학교이다.

## 학교 연혁
- 1934년 5월 20일 : 조선무선강습소 설립
- 1938년 11월 18일 : 조선무선공과학원으로 개칭
- 1946년 9월 2일 : 조선무선초급중학교 설립 인가
- 1948년 1월 7일 : 재단법인 조선무선중학교(6년제) 설립인가, 조광운 박사 초대 교장 및 재단이사장에 취임
- 1950년 9월 30일 : 제1회 졸업생 배출
- 1952년 8월 21일 : 학제 개편으로 남대문중학교와 동국무선고등학교로 분리 인가
- 1956년 2월 28일 : 야간부 설치 인가
- 1961년 10월 30일 : 제1실험 실습관 준공
- 1963년 7월 20일 : 제2실험 실습관 준공
- 1964년 12월 17일 : 학교명을 광운전자공업고등학교로 변경
- 1970년 3월 4일 : 강당 및 실내체육관 준공
- 1973년 2월 28일 : 본관 준공 4층 34개 교실
- 1973년 8월 1일 : 월계동 교사로 완전 이전
- 1997년 6월 17일 : 정보통신부 지정 정보통신분야 특성화공고
- 1998년 12월 15일 : 전기.전자 실습관 신축(창조관)
- 2000년 6월 12일 : 체육관 신축(탐구관)
- 2001년 6월 14일 : 인조 잔디구장 신축
- 2003년 4월 30일 : 전기.전자.통신 실습관 증축(창조관)
- 2004년 10월 18일 : 교실 및 도서관 신축(근면관)
- 2009년 12월 4일 : 예.체능부실 신축(예지관)
- 2016년 2월 29일 : 교실 및 실습관 신축(근면관)
- 2020년 3월 1일 : 제14대 이상종 교장 취임
- 2021년 3월 1일 : 학교명을 광운인공지능고등학교로 교명 변경
- 2023년 1월 6일 : 제71회 졸업, 총 44,855명 졸업생 배출

## 설치 학과
- 인공지능컴퓨팅과
- 인공지능전기과
- 인공지능소프트웨어과
- 전자융합과
- 네트워크통신과

## 참고 자료
- 광운인공지능고등학교 - 한국교육학술정보원 학교알리미